# 妖精帝國
妖精帝國（日语：／、德語：Das Feenreich）是屬於Lantis的日本重金属音樂樂隊。

## 概要
1997年，王女ゆい與橘尭葉組合的音樂團體「妖精帝國第参軍楽隊」為名在名古屋市結成。以「要以音樂讓人們回想起來，已經忘記的那還相信妖精存在的純潔心靈，既而復興妖精帝國」為概念而活動。
人間的歌迷們稱為“臣民”，演唱會稱為儀式（日语：式典）。團員各自有階級存在，依對妖精帝國的貢獻度而決定上下階級。
2009年在，Animelo Summer Live、Lantis祭典、等出場而名聲大噪。
2013年，Nanami、紫煉、Gight3名成員接繼加入，樂隊開始正式活動，音樂性也開始以重金屬移動。
2015年8月5日，約10年後發售原創專輯「SHADOW CORPS[e]」。
2019年，SEX MACHINGUNS、妖精帝國、GYZE出演的日本重金屬樂隊海外祭典「METAL NATION 2019」在12月15日、墨西哥舉行。12月13日告知發售日未定的新專輯，因為2年間消費稅等等情形停止發售，但製作持續中。
2020年，「ELECTRONIC EMPIRE FEST Vol.0.1」式典上，宣布原定於2017年發售的新專輯「The Age of Villians」於3月25日正式發售。

## 成員
ゆい
年齡：37歲
生日：10月25日
擔當：主唱、和聲、作詞（初期作詞標示ゆい，2007年後正式標示為YUI）
地位：、王女
與橘在開始作音樂之前，經常聽JUDY AND MARY、LINDBERG等等樂隊的音樂。
在妖精帝國對重金屬取材的過程中，開始接觸Within Temptation（特別影響ゆい為深）、In This Moment、Flyleaf等等女性主唱為主的樂隊。
特技是「合氣道」。

生日：3月25日
擔當：作詞、作曲、編曲、鍵盤、吉他
地位：少尉⇒大尉
開始作音樂的契機是小室哲哉的影響。
在接觸X JAPAN、LUNA SEA等等樂隊後，使用鍵盤做出了類似重金屬風格的音樂性音樂。
但本人想真正做出重金屬的強烈想法，開始改進器材並且隨著團員增加，終於展現出真正的重金屬。
而在知道英格威·瑪姆斯汀後，音樂方面也受到新古典金屬與富有故事性的音樂影響。
2019年6月14日，因長期的腰痛正式宣布退出式典舞台表演，今後以幕後作編曲繼續活動。
Nanami（ななみ）
生日：9月17日
擔當：作曲、編曲、貝斯
地位：伍長⇒准尉
喜歡北歐出身的硬式搖滾、重金屬樂隊。
在作曲或製作demo時也會演奏吉他。
同樣受到英格威·瑪姆斯汀在錄音時演奏貝斯而影響深遠。
Gight（ガイト）
生日：3月20日
擔當：作曲、編曲、爵士鼓
地位：軍曹
ESP音樂學院出身。
小學低年級時在行進樂隊裡擔當太鼓鼓手，中學與高中時在吹奏樂隊負責打擊樂器。
中學生時因B'z的契機開始打擊爵士鼓。
以鼓手，山木秀夫、青山純的演奏法深受影響，拉爾斯·烏爾里希、Tommy Lee也同樣有受到影響。
XiVa（さいば）
擔當：吉他
地位：伍長
伴隨紫煉退隊，2019年正式加入。
ryöga（リョーガ）
擔當：吉他
地位：伍長
伴隨橘尭葉退出舞台表演，2019年正式加入。

### 已離開成員
Relu
擔當：爵士鼓
地位：伍長

生日：3月10日
擔當：死腔、作曲、編曲、吉他
地位：曹長
MI JAPAN出身。LIGHTNING的support member。
2008年作為隊長創立「Unlucky Morpheus」，2013年加入「妖精帝國」，2014年加入「電気式華憐音楽集団」。
2015年4月1日開始，至今以別的名義活動全部統一名義為「紫煉」。
從業餘時代就是妖精帝國的粉絲。
以X JAPAN為契機，傾向於狂想曲樂團、火神安格拉、極光奏鳴曲樂團等等的速度金屬。
而作為吉他手，包括英格威·瑪姆斯汀、史提芬·范等等的吉他英雄，Pat Metheny、Allan Holdsworth等的爵士樂也深受影響。
2016年底因為手腕的肌腱炎而煩惱，之後1年間一邊回診一邊持續活動，期間一時間恢復加入新專輯的製作。
2018年後考慮妖精帝國之後的活動，以及作為吉他手的將來，與團員們商量後，在2月17日舉行的式典上正式退隊。

## 作品

### 單曲
|      | 發售日期       | 標題                  | 規格編號                                  |
| ---- | -------------- | --------------------- | ----------------------------------------- |
| 1st  | 2006年3月8日   | あしたを許して        | LACM-4250                                 |
| 2nd  | 2006年4月26日  | 鮮血の誓い            | LACM-4257                                 |
| 3rd  | 2006年7月26日  | Noble Roar            | LACM-4283                                 |
| 4th  | 2006年10月4日  | Valkyrja              | LACM-4288                                 |
| 5th  | 2007年2月7日   | 至純の残酷            | LHCM-1028                                 |
| 6th  | 2008年7月9日   | Schwarzer Sarg        | LACM-4510                                 |
| 7th  | 2008年8月6日   | Hades:The bloody rage | LACM-4516                                 |
| 8th  | 2008年9月10日  | Weiß Flügel           | LACM-4529                                 |
| 9th  | 2009年5月27日  | 月光の契り            | LACM-4615                                 |
| 10th | 2009年12月23日 | one                   | LACM-4679                                 |
| 11th | 2010年4月21日  | Baptize               | LACM-4704                                 |
| 12th | 2010年8月25日  | rebellion anthem      | LACM-4737                                 |
| 13th | 2011年7月27日  | Mischievous of Alice  | LACM-4833                                 |
| 14th | 2011年10月26日 | 空想メソロギヰ        | LACM-34868（初回盤） LACM-4868（通常盤）  |
| 15th | 2012年2月8日   | filament              | LACM-34904（初回盤） LACM-4904（通常盤）  |
| 16th | 2014年3月7日   | 使徒覚醒              | LACM-14201                                |
| 17th | 2014年8月6日   | 救世Άργυρóϛ           | LACM-34259（初回盤） LACM-14259（通常盤） |
| 18th | 2016年4月27日  | DISORDER              | LACM-14478                                |
| 19th | 2017年5月31日  | flamma idola          | LACM-14620                                |

### 專輯
|        | 發售日期       | 標題                     | 規格編號   |        |
| Indies | Indies         | Indies                   | Indies     | Indies |
| ------ | -------------- | ------------------------ | ---------- | ------ |
| ※      | 1996年         | 新しい桃                 |            |        |
| 1st    | 1997年         | 桃とハネ                 |            |        |
| 2nd    | 1998年         | 桃の森                   |            |        |
| 3rd    | 1999年         | 至高の桃                 |            |        |
| 4th    | 2005年11月2日  | stigma                   | FAI-0001   |        |
| Lantis |                |                          |            |        |
| 1st    | 2007年4月25日  | GOTHIC LOLITA PROPAGANDA | LACA-5630  |        |
| 2nd    | 2009年8月26日  | Gothic Lolita Doctrine   | LACA-5953  |        |
| 3rd    | 2010年12月22日 | Gothic Lolita Agitator   | LACA-15090 |        |
| 4th    | 2013年3月27日  | PAX VESANIA              | LACA-15285 |        |
| 5th    | 2014年12月24日 | Hades:The other world    | LACA-15470 |        |
| 6th    | 2015年8月5日   | SHADOW CORPS[e]          | LACA-15496 |        |
| 7th    | 2020年3月25日  | The Age of Villians      | LACA-15820 |        |

### 迷你專輯
| 發售日期      | 標題                                        | 規格編號   |
| ------------- | ------------------------------------------- | ---------- |
| 2007年11月7日 | metanoia                                    | LACA-5707  |
| 2009年1月14日 | 彩の無い世界                                | LACA-5840  |
| 2013年1月23日 | 神様と運命革命のパラドクス#ボーカルアルバム | LACA-15273 |

### 影像作品
|     | 发售日期       | 标题                                                           | 规格编号                |
| --- | -------------- | -------------------------------------------------------------- | ----------------------- |
| 1st | 2010年12月22日 |                                                                | LABM7070〜7071（2枚組） |
| 2nd | 2013年3月27日  | Chronik I                                                      | LABX-8027               |
| 3rd | 2013年10月23日 | 妖精帝國第六回公式式典ツアー PAX VESANIA TOUR LIVE Blu-ray&DVD | LABX-8042/3             |

- Animelo Summer Live 2009 -RE:BRIDGE-

### 合輯
- crystal2 〜サーカス ヴォーカルコレクション〜 Vol.2
- crystal3 〜サーカス ヴォーカルコレクション〜 Vol.3
- Songs from Eternal Fantasy
- 百合ームコロッケ
- 刀語 歌曲集
- 未来日記 インスパイアードアルバム Vol.1 〜因果律ノイズ〜
- IKA LOVE
- 未来日記 インスパイアードアルバム Vol.2 〜因果律デシベル〜
- 「使徒礼賛」～神様と運命革命のパラドクス オリジナルサウンドトラック～

## 協作歌曲
| 樂曲                   | 作品                                                          |
| ---------------------- | ------------------------------------------------------------- |
|                        | PC遊戲《AR 〜被遺忘的夏天〜》片頭曲                           |
|                        | 電視動畫《煉金三級魔法少女》片頭曲                            |
| Noble Roar             | 電視動畫《無罪的維納斯》片頭曲                                |
| Valkyrja               | PS2遊戲《舞-乙HiME》片頭曲                                    |
|                        | PS2遊戲《舞-乙HiME》片尾曲                                    |
|                        | 電視動畫《Venus Versus Virus》片尾曲                          |
|                        | 電視動畫《黑神》前期片尾曲                                    |
|                        | 電視動畫《黑神》後期片尾曲                                    |
| Gothic Lolita Doctrine | 電視動畫《黑神》印象曲                                        |
| Destrudo               | 電視動畫《黑神》印象曲                                        |
|                        | 電視動畫《食靈》印象曲                                        |
| Alte Burg              | 電視動畫《黑神》印象曲                                        |
| one                    | PSP遊戲《女王之刃》片頭曲                                     |
| Baptize                | 電視動畫《聖痕煉金士》後期片頭曲                              |
| Asgard                 | PC遊戲《fortissimo//Akkord:Bsusvier》片頭曲                   |
| rebellion anthem       | 「」主題曲                                                    |
| Mischievous of Alice   | PSP遊戲《女王之門 渾沌螺旋》片頭曲                            |
| emergence              | PSP遊戲《女王之門 渾沌螺旋》片尾曲                            |
|                        | 電視動畫《未来日记》前期片頭曲                                |
|                        | 電視動畫《未来日记》後期片尾曲                                |
|                        | PC遊戲《fortissimo EXS//Akkord:nächsten Phase》紅葉路線片頭曲 |
|                        | PS3遊戲《神明與命運革命的悖論》片頭曲                         |
|                        | PS3遊戲《神明與命運革命的悖論》插入曲                         |
|                        | PS3遊戲《神明與命運革命的悖論》插入曲                         |
|                        | PS3遊戲《神明與命運革命的悖論》插入曲                         |
|                        | PS3遊戲《神明與命運革命的悖論》插入曲                         |
|                        | PS3遊戲《神明與命運革命的悖論》片尾曲                         |
|                        | PS3遊戲《神明與命運革命的悖論》印象曲                         |
|                        | 電視動畫《未來日記》Blu-Ray版片頭曲                           |
|                        | PC遊戲《fortissimo FA//Akkord:nachsten Phase》片頭曲          |
|                        | PS3遊戲《超級女英雄戰記》片頭曲                               |
|                        | PS3遊戲《超級女英雄戰記》片尾曲                               |
|                        | PS3遊戲《神明與命運覺醒的交錯論題》片頭曲                     |
|                        | 電視動畫《東京ESP》片尾曲                                     |
|                        | RPG遊戲《Valiant Knights》插曲                                |
|                        | 卡片遊戲《ONE NIGHT WEREWOLF》主題曲                          |
|                        | 動畫OVA《至高指令》主題曲                                     |
| DISORDER               | 電視動畫《至高指令》片頭曲                                    |
| Psychomachia           | 電視動畫《七美德》主題曲                                      |

## 提供
- 伊月唯・森永理科

 作詞：ゆい、作曲・編曲：（PS2遊戲『Monochrome』插曲）
- 高垣彩陽・茅原实里

 作詞・作曲・編曲：（電視動畫『Venus Versus Virus』印象曲）
- 畑亜貴

「（Blue frozen rose Ver.）」 作詞・作曲：畑亜貴、編曲：（best專輯『浪漫月裸の娘達 〜BEST SONGS〜』收錄曲）
「stigmata」
 作詞・作曲：畑亜貴、編曲：（best專輯『隷属快美の娘達 〜BEST SONGS II〜』收錄曲）
- 清水愛

 作詞：畑亜貴、作曲・編曲：（迷你專輯『Meteoroid』收錄曲）
- 佐咲紗花

 作詞：佐咲紗花、作曲：橘尭葉、編曲：橘尭葉・妖精帝國（電視動畫『牙狼〈GARO〉 -炎之刻印-』片尾曲）
- 三澤紗千香

 作詞：YUI、作曲：Nanami、編曲：Nanami・妖精帝國（電視動畫『東京ESP』角色曲）

### BGM
- fortissimo//Akkord:Bsusvier
- fortissimo EXA//Akkord:Bsusvier
- fortissimo EXS//Akkord:nächsten Phase
- 神様と運命革命のパラドクス
- 恋剣乙女

## 式典
- Live Stigma++++
  - 2006年9月9日 / LIVE-BAR The DOORS（東京）
- Live G.L.P.
  - 2007年7月15日 / 原宿アストロホール（東京）
- Live metanoia
  - 2008年6月24日 / 表参道FAB（東京）
- Live G.L.D. Tour
  - 2009年10月11日 / 名古屋ell. FITS ALL（愛知）
  - 2009年10月12日 / ESAKA MUSE（大阪）
  - 2009年10月24日 / Shibuya O-EAST（東京）
- 特催公式式典「920Putsch」
  - 2010年9月20日 / 横浜BLITZ（神奈川）
- Live G.L.D. Tour
  - 2011年4月17日 / STUDIO COAST（東京）
  - 2011年5月13日 / ElectricLadyLand（名古屋）
  - 2011年5月14日 / ESAKA MUSE（大阪）
- PAX VESANIA Tour
  - 2013年6月1日 / 名古屋ボトムライン（名古屋）
  - 2013年6月7日 / DRUM Be-1（福岡）
  - 2013年6月8日 / umeda AKASO（大阪）
  - 2013年6月14日 / 仙台 CLUB JUNK BOX（仙台）
  - 2013年6月16日 / STUDIO COAST（東京）
- Hades:The other world Tour
  - 2015年3月7日 / BEAT STATION（福岡）
  - 2015年3月14日 / 名古屋ボトムライン（名古屋）
  - 2015年3月27日 / 仙台 CLUB JUNK BOX（仙台）
  - 2015年3月29日 / umeda AKASO（大阪）
  - 2015年4月12日 / Zepp Tokyo（東京）
- SHADOW CORPS[e] LIVE TOUR
  - 2016年4月29日 / DRUM Be-1（福岡）
  - 2016年4月30日 / umeda AKASO（大阪）
  - 2016年5月5日 / darwin（宮城）
  - 2016年5月15日 / 名古屋ボトムライン（愛知）
  - 2016年5月28日 / TSUTAYA O-EAST（東京）
- flamma idola tour
  - 2017年6月4日 / 名古屋Electric Lady Land（愛知）
  - 2017年6月10日 / BIGCAT（大阪）
  - 2017年6月17日 / 赤坂BLITZ（東京）
- Live Psychomachia
  - 2018年1月27日 / 名古屋ボトムライン（愛知）
  - 2018年2月11日 / 梅田BananaHall（大阪）
  - 2018年2月17日 / 川崎CLUB CITTA（神奈川） ※ELECTRONIC EMPIRE FEST VOL.0 DAY2

## 關聯項目
- 伊月唯 - 身為主唱的的「人間界友人」。生日皆為同一天。
- - 在「特催公式式典920Putsch」上、翻唱「Vampire」，同時吉他手「式」亦作為嘉賓參加。主唱華憐與的生日也為同一天。

## 外部連結
- 官方網站 （页面存档备份，存于） （日語）
- Lantis官方網站 （页面存档备份，存于） （日語）
- ゆい的推特 （页面存档备份，存于） （日語）
- ゆい的Instagram （页面存档备份，存于） （日語）
- 紫煉的推特 （页面存档备份，存于） （日語）
- 妖精帝國 Facebook （页面存档备份，存于）（英文）
- 妖精帝國 YouTube （页面存档备份，存于）（日語）
- Whip!Channel YouTube （页面存档备份，存于）（日語）